# Динамічна міцність
Динам́ічна м́іцність (матеріалів і конструкцій) — властивість матеріалів і конструкцій чинити в певних межах опір руйнуванню або помітній зміні форми від діяння динамічних навантажень і є характеристикою опору матеріалу деформуванню або руйнуванню при динамічному навантаженні.
Розрізняють динамічну міцність при багатократному циклічному навантаженні та динамічну міцність при однократному навантаженні.

## Динамічна міцність при циклічних навантаженнях
Характеристикою динамічної міцності при повторно-змінних навантаженнях є границя витривалості (втомлюваності) матеріалу, величина якої менша за величину статичної міцності.
Границя витривалості — максимальне за абсолютним значенням напруження циклу, за якого ще не відбувається втомне зруйнування матеріалу протягом заданої кількості циклів навантажування.

## Динамічна міцність при однократному навантаженні
Динамічний опір матеріалу деформуванню в умовах однократного навантаження при одновісному напруженому стані визначається діаграмою деформування. В загальному випадку зміна опору деформуванню {\displaystyle \sigma \left(t\right)} визначається зміною деформації {\displaystyle \varepsilon (t)} в процесі випробування матеріалу. Отже, діаграма деформування {\displaystyle \sigma (\varepsilon )} характеризує тільки той закон навантаження, який реалізується в процесі дослідження. Узагальнення експериментальних даних, отриманих при випробуваннях з різними законами навантаження, зазвичай застосовують у вигляді зв'язку трьох таких змінних: напруження {\displaystyle \sigma }, пластичної деформації {\displaystyle \varepsilon _{p}} та швидкості деформування {\displaystyle \varepsilon '}. Тобто залежностями виду {\displaystyle \left(\sigma ,\varepsilon ,t\right);\left(\sigma ,\varepsilon _{p},\varepsilon '\right);\left(\sigma ,\varepsilon '_{p},t\right)}, які у тривимірному просторі зображуються відповідними поверхнями навантажень.
Аналогічно до короткочасної статичної міцності динамічна міцність характеризується динамічними границею текучості, границею міцності тощо.
Для випадку ударних навантажень динамічна міцність характеризується величиною максимального неруйнівного напруження, що виникає у тілах при ударній взаємодії (може бути вища за величину статичної міцності), а також ударною в'язкістю. Міцність при короткочасному (тривалістю порядку 10−3 с) динамічному навантаженні ударного характеру називають ударною міцністю.

## Особливості експерименту
Характеристики міцності при збільшених швидкостях деформування отримують, використовуючи пневмо-гідравлічні пристрої. Дію ударів та вибухів використовують для деформування з дуже великими швидкостями. Якщо швидкість відносного деформування є меншою за 104 с−1, криву деформації визначають в квазістатичних випробуваннях, які забезпечують однорідний напружений стан по всьому об'єму робочої частини зразка, при збереженні цієї швидкості. Вплив швидкості деформування є незначним для крихких матеріалів високої міцності та збільшується із зростанням їх пластичності.
Наявність конструктивно-технологічних концентраторів напружень (отворів, різких переходів форм, місць з неоднорідною структурою матеріалу) значно знижує динамічну міцність елементів конструкції.